# Брольяно
Брольяно (итал. Brogliano) — коммуна в Италии, располагается в провинции Виченца области Венеция.
Население составляет 2933 человека, плотность населения составляет 244 чел./км². Занимает площадь 12 км². Почтовый индекс — 36070. Телефонный код — 0445.
В коммуне 15 августа особо празднуется Успение Пресвятой Богородицы.

## Города-побратимы
- Алелья, Испания